# Henonemus intermedius
Henonemus intermedius är en fiskart som först beskrevs av Eigenmann och Eigenmann, 1889.  Henonemus intermedius ingår i släktet Henonemus och familjen Trichomycteridae. Inga underarter finns listade i Catalogue of Life.